# フェリーきょうと
フェリーきょうと（英：FERRY KYOTO）は、名門大洋フェリーが運航するフェリー。本項目では、2021年就航の3代目を扱う。

## 概要
フェリーきょうとIIの代替船として三菱重工業下関造船所で建造され、2021年12月16日に就航した。

## 設計
船型は長距離トラックドライバーの環境改善やモーダルシフトに対応すべく前船の1.5倍となる15,000トン級とし、また計画中の2020年6月には新型コロナウイルスの影響を反映して大部屋型の二等室を廃止する設計変更を行い船内全域への抗ウイルス加工や抗菌抗ウイルスフィルターの設置を施し、個室の割合を57%に高めた。
またハイブリッド型推進方式やスクラバーを採用し5%の燃料消費量改善を達成、旋回式プロペラによる低速航行や離接岸時の操舵性の向上、空気潤滑システム「MALS」の搭載によるトラック1台あたりの燃料消費量を35%削減、可動橋を用いて二口荷役による荷役時間の短縮を図った。

## 船内
内装は『日本の情緒を感じさせる「古都のたたずまい」』をコンセプトに、和風の雰囲気で統一した。
船室
| クラス                             | 部屋数              | 定員                      | 設備                                                         |
| ---------------------------------- | ------------------- | ------------------------- | ------------------------------------------------------------ |
| スイート                           | 洋室・和洋室各1室   | 洋室：2-3名 和洋室：2-4名 | テレビ・冷蔵庫・バス・トイレ・洗面台・空気清浄機・コンセント |
| デラックス                         | 8室                 | 2名                       | テレビ・冷蔵庫・バス・トイレ・洗面台・空気清浄機・コンセント |
| スーペリア                         | 20室                | 2-3名                     | テレビ・シャワー・トイレ・洗面台・コンセント                 |
| ファースト                         | B（和洋室）：20室   | 2-4名                     | テレビ・洗面台・コンセント                                   |
| ファースト                         | J（和室）：20室     | 4名                       | テレビ・洗面台・コンセント                                   |
| ファースト                         | S（シングル）：58室 | 1名                       | テレビ・洗面台・コンセント                                   |
| コンフォート                       | 2室                 | 14名                      | 手荷物置き場・コンセント・1段寝台                            |
| ツーリスト                         | 13区画              |                           | 手荷物置き場・コンセント・階段型2段寝台                      |
| ドライバールーム （プライベートS） | 11区画（108室）     | 1名                       | テレビ・机・コンセント                                       |

8階
- 特別室「スイート」
- 特等室「デラックス」

7階
- 1等室「ファーストB/J/S」
- 1等洋室「スーペリア」
- 2等洋室「ツーリスト」（3区画）
- 展望浴室 - モノトーン調の配色とした[8]。
- 展望ラウンジ- ダウンライトを用い落ち着いた雰囲気とした[8]。
- TVラウンジ

6階
- ツーリスト（10区画、一部レディース室）
- 特2等洋室「コンフォート」（2室）
- ドライバールーム（4室）
- エントランスホール（2層吹き抜け[8]）
- 案内所
- 売店
- ゲームコーナー
- キッズルーム - 緑を基調に動物のイラストを描いた[9]。
- パウダールーム
- 展望レストラン（252室[6]）
- プロムナード
- ドライバーサロン
- ドライバー浴室